# Dansk Melodi Grand Prix
Dansk Melodi Grand Prix is de Deense nationale selectie voor het Eurovisiesongfestival.

## Ontstaan
De allereerste editie van het Eurovisiesongfestival werd gehouden in 1956, maar Denemarken was hier niet bij omdat het land zich (net als overigens het Verenigd Koninkrijk en Oostenrijk) te laat had ingeschreven bij de EBU. Een jaar later, in 1957, kon Denemarken echter wel debuteren en werd voor het eerst ook een nationale selectie gehouden. Deze eerste Dansk Melodi Grand Prix vond plaats op 17 februari 1957 in hoofdstad Kopenhagen. Van de 117 inzendingen werden zes liedjes geselecteerd van twee artiesten: Birthe Wilke en Gustav Winckler. Zij brachten twee duetten en zongen beiden ook twee liedjes solo. Het duet Skibet skal sejle i nat werd door een tienkoppige jury als winnaar uitgeroepen. Op het songfestival in Frankfurt am Main eindigde deze inzending op de derde plaats, waarmee Denemarken een sterk debuut maakte.

## Format

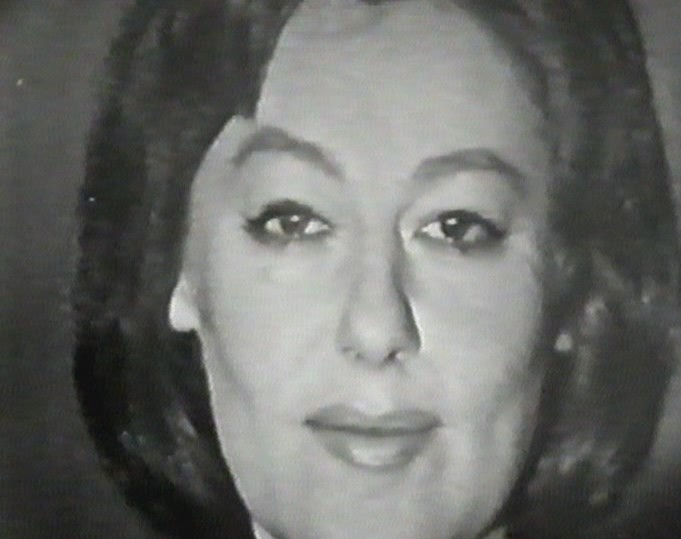
Birgit Brüel is de enige Deense inzending die intern werd gekozen

Het format van de Dansk Melodi Grand Prix is vrijwel altijd hetzelfde gebleven, met een keuze uit verschillende artiesten en liedjes. Waar andere landen hun inzending voor het Eurovisiesongfestival regelmatig intern hebben geselecteerd, is dit in Denemarken nog maar eenmaal voorgekomen: in 1965 koos de Deense omroep DR intern voor Birgit Brüel.
In de eerste jaren werd de puntentelling uitgevoerd door één vakjury. In 1964 stapte men hiervan af en liet men eenmalig het publiek beslissen via briefkaarten. Vanaf 1966 lag de keuze jaarlijks in handen van regionale jury's, met uitzondering van 1980 en 1981, toen er gewerkt werd met publieksjury's. In 1990 werd voor het eerst televoting geïntroduceerd. In de jaren die volgden werd vaker geëxperimenteerd met een combinatie van televoting en een vakjury.
Tussen 1967 en 1977 deed Denemarken niet mee aan het Eurovisiesongfestival en werd er dus ook geen nationale voorronde gehouden. In 1994, 1998 en 2003 was er ook geen Dansk Melodi Grand Prix, omdat de Denen in de voorafgaande jaren te laag hadden gescoord en volgens het destijds geldende roulatiesysteem verplicht thuis moesten blijven. Eenmaal kwam het voor dat de winnaar van de nationale selectie uiteindelijk toch niet op het Eurovisiesongfestival mocht aantreden. Dit gebeurde in 1996, toen het lied Kun med dig van Martin Loft en Dorthe Andersen uitgeschakeld werd in een eenmalige audio-voorronde. De Deense inzending eindigde hierin op de 25ste plaats, waarbij slechts de beste 22 landen doorgingen naar het songfestival.
De Dansk Melodi Grand Prix bestaat vrijwel altijd uit één show, maar in 2007 en 2008 werd de selectie uitgesmeerd over drie avonden, met twee halve finales en een finale.

## Locatie

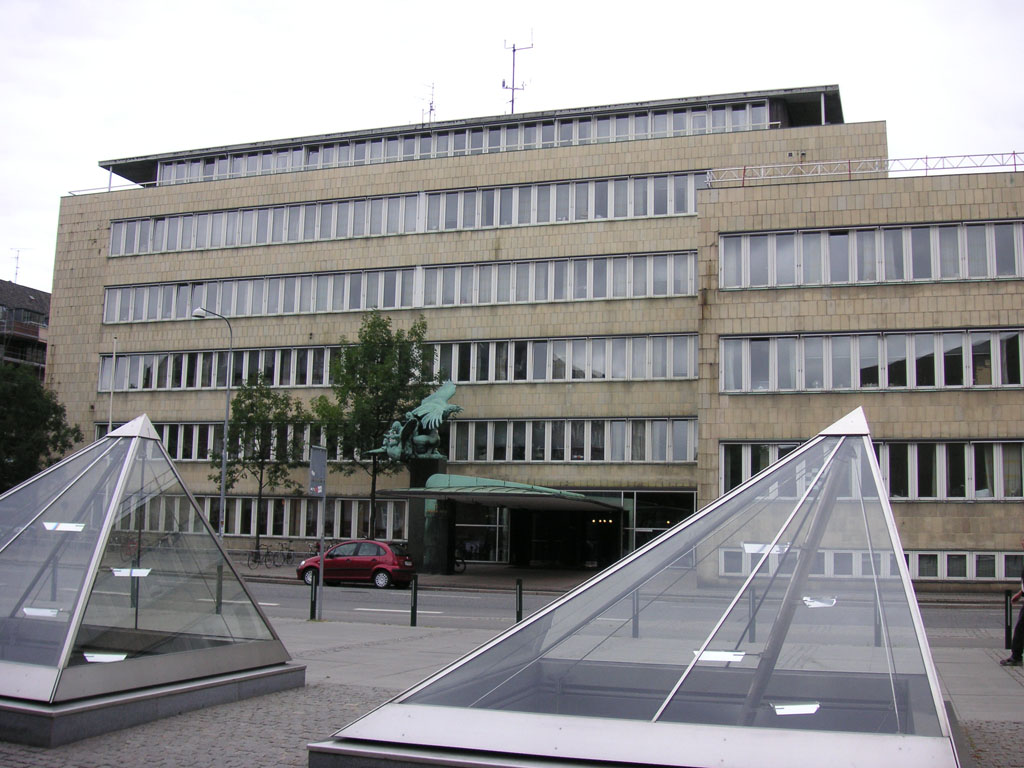
Radiohuset in Kopenhagen was de locatie voor de eerste edities van Dansk Melodi Grand Prix

De eerste decennia vond de Dansk Melodi Grand Prix vooral plaats in Kopenhagen, eerst in het hoofdkwartier van DR, daarna (vanaf 1962) enkele jaren in de concertzaal van Tivoli. Vanaf de jaren tachtig fungeerden steeds vaker de DR-studio's in Søborg als decor van de show. Sinds de millenniumwisseling wordt de locatie ieder jaar afgewisseld. Steden als Horsens, Herning en Aalborg hebben de nationale voorronde sindsdien al meerdere keren mogen organiseren.

## Taal
Lange tijd was het voor de deelnemende landen op het Eurovisiesongfestival verplicht om in de eigen taal te zingen. Veruit de meeste Deense inzendingen zijn dan ook vertolkt in het Deens. In 1999 werd op het songfestival de vrije taalregel ingevoerd, maar bij de Dansk Melodi Grand Prix bleef het voor de deelnemers nog tot en met 2004 verplicht om in het Deens aan te treden. Van het winnende lied werd dan vanaf 1999 een Engelstalige bewerking gemaakt waarmee men vervolgens aantrad op het Eurovisiesongfestival. In 2005 voerde ook de Dansk Melodi Grand Prix de vrije taalregel in. Sindsdien werd de voorronde steeds gewonnen door een Engelstalig liedje, met uitzondering van 2005 zelf, toen het Deenstalige Tænder på dig van Jakob Sveistrup als winnaar uit de bus kwam en voor het songfestival werd vertaald naar Talking to you.

## Bijzonderheden
Recordhouders wat betreft het aantal overwinningen zijn Tommy Seebach en Hot Eyes, die de Dansk Melodi Grand Prix ieder driemaal wonnen.
Drie keer leverde de Dansk Melodi Grand Prix een inzending op die uiteindelijk ook het Eurovisiesongfestival zou winnen. Dit gebeurde in 1963 met Grethe & Jørgen Ingmann, in 2000 met de Olsen Brothers en in 2013 met Emmelie de Forest.

## Lijst van winnaars
| Jaar | Lied                           | Artiest                                |
| ---- | ------------------------------ | -------------------------------------- |
| 1957 | Birthe Wilke & Gustav Winckler | Skibet skal sejle i nat                |
| 1958 | Raquel Rastenni                | Jeg rev et blad ud af min dagbog       |
| 1959 | Birthe Wilke                   | Uh jeg ville ønske jeg var dig         |
| 1960 | Katy Bødtger                   | Det var en yndig tid                   |
| 1961 | Dario Campeotto                | Angelique                              |
| 1962 | Ellen Winther                  | Vuggevise                              |
| 1963 | Grethe & Jørgen Ingmann        | Dansevise                              |
| 1964 | Bjørn Tidmand                  | Sangen om dig                          |
| 1966 | Ulla Pia                       | Stop mens legen er god                 |
| 1978 | Mabel                          | Boom boom                              |
| 1979 | Tommy Seebach                  | Disco tango                            |
| 1980 | Bamses Venner                  | Tænker altid pa dig                    |
| 1981 | Tommy Seebach & Debbie Cameron | Krøller eller ej                       |
| 1982 | Brixx                          | Video, video                           |
| 1983 | Gry Johansen                   | Kloden drejer                          |
| 1984 | Hot Eyes                       | Det lige det                           |
| 1985 | Hot Eyes                       | Sku'du spør'fra no'en                  |
| 1986 | Trax                           | Du er fuld af løgn                     |
| 1987 | Anne Cathrine Herdorf & Bandjo | En lille melodi                        |
| 1988 | Hot Eyes                       | Ka' du se hva` jeg sa`                 |
| 1989 | Birthe Kjær                    | Vi maler byen rød                      |
| 1990 | Lonnie Devantier               | Hallo hallo                            |
| 1991 | Anders Frandsen                | Lige der hvor hjertet slår             |
| 1992 | Lotte Nilsson & Kenny Lübcke   | Alt det som ingen ser                  |
| 1993 | Tommy Seebach Band             | Under stjernerne på himlen             |
| 1995 | Aud Wilken                     | Fra Mols til Skagen                    |
| 1996 | Dorte Andersen & Martin Loft   | Kun med dig                            |
| 1997 | Kølig Kaj                      | Stemmen i mit liv                      |
| 1999 | Michael Teschl & Trine Jepsen  | Denne gang                             |
| 2000 | Olsen Brothers                 | Smuk som et stjerneskud                |
| 2001 | Rollo & King                   | Der står et billede af dig på mit bord |
| 2002 | Malene                         | Vis mig, hvem du er                    |
| 2004 | Tomas Thordarson               | Sig det' løgn                          |
| 2005 | Jakob Sveistrup                | Tænder på dig                          |
| 2006 | Sidsel Ben Semmane             | Twist of love                          |
| 2007 | DQ                             | Drama queen                            |
| 2008 | Simon Mathew                   | All night long                         |
| 2009 | Niels Brinck                   | Believe again                          |
| 2010 | Chanée & N'evergreen           | In a moment like this                  |
| 2011 | A Friend in London             | New tomorrow                           |
| 2012 | Soluna Samay                   | Should've known better                 |
| 2013 | Emmelie de Forest              | Only teardrops                         |
| 2014 | Basim                          | Cliche love song                       |
| 2015 | Anti Social Media              | The way you are                        |
| 2016 | Lighthouse X                   | Soldiers of love                       |
| 2017 | Anja Nissen                    | Where I am                             |
| 2018 | Rasmussen                      | Higher ground                          |
| 2019 | Leonora                        | Love is forever                        |
| 2020 | Ben & Tan                      | Yes                                    |
| 2021 | Fyr & Flamme                   | Øve os på hinanden                     |
| 2022 | REDDI                          | The show                               |
| 2023 | Reiley                         | Breaking my heart                      |
| 2024 | Saba                           | Sand                                   |
| 2025 | Sissal                         | Hallucination                          |

Voor de uitslagen van de Deense inzendingen op het Eurovisiesongfestival, zie Denemarken op het Eurovisiesongfestival.